# Brachiaphodius jeanneli
Brachiaphodius jeanneli är en skalbaggsart som beskrevs av Renaud Maurice Adrien Paulian 1938. Brachiaphodius jeanneli ingår i släktet Brachiaphodius och familjen Aphodiidae. Inga underarter finns listade.